# Darscho
Der Darscho ist eine Salzlacke im österreichischen Seewinkel im Burgenland.
Der Name kommt aus dem Ungarischen und heißt so viel wie Warmsee. Die Wasserfläche von etwa 500.000 m² liegt nördlich der Gemeinde Apetlon am asphaltierten Güterweg nach Frauenkirchen. Das Gewässer ist Teil des UNESCO-Welterbe-Gebietes Kulturlandschaft Fertő/Neusiedler See. Zu beobachten sind hier vor allem verschiedene Wasservögel, Strandläufer, Möwen und Reiher. Der abgelegene, kleine Steppensee ist auch Namensgeber von Weinen aus den Anbaugebieten der Umgebung.
Der Darscho ist eine der nur bedingt astatischen Lacken: Die Wassersäule ist zwar von einer mächtigen Schlammschicht vor Wasseraustausch mit dem Untergrund geschützt. An den Lackenrändern ist jedoch in Abhängigkeit von der Grundwasserpegellage Versickern von Lackenwasser und Infiltrieren von Grundwasser möglich. Der Grundwasserbeitrag ist auch in der Lackenchemie deutlich erkennbar. Der Darscho leidet, wie alle Lacken des zentralen Seewinkels, unter dem großflächig um bis zu 1 Meter abgesenkten Grundwasserspiegel.
Laut Nationalpark Neusiedler See-Seewinkel droht auf Grund der extremen Hitze (21. Juli 2022) die Austrocknung des Darscho, weshalb die Fische seit 29. Juli 2022 umgesiedelt werden. Auch am Zicksee wurde eine Woche zuvor mit der Umsiedlung der Fische begonnen.